# ビューティフル・ピープル/ゆかいな仲間
『ビューティフル・ピープル/ゆかいな仲間』（ビューティフル・ピープル/ゆかいななかま、Animals Are Beautiful People、もしくはBeautiful People）は1974年のアメリカ合衆国のドキュメンタリー映画。監督はジャミー・ユイス。1974年ゴールデングローブ賞では最優秀ドキュメンタリー映画賞を受賞した。
公開時に批評的かつ商業的な成功を収め、後にユイスは『ミラクル・ワールド ブッシュマン』を制作した。
映画評論家の荻昌弘が、長年続けたTBSの映画番組（月曜ロードショー→ザ・ロードショー）での解説を最後に行った作品である。

## 声の出演
- ナレーション：パディ・オバーン（英語版）

※日本では、ナレーションを吹き替えた日本語吹替版が制作されている。
- 高島陽（劇場公開版）
- 熊倉一雄（VHS版）
- 渥美清（テレビ版）

## スタッフ
- 監督・製作・撮影：ジャミー・ユイス
- 製作総指揮：ボート・トロスキー
- 音楽：ジャミー・ユイス、シオドア・ロバーツ